# Reality Punk
Reality Punk är ett musikalbum från 2002 av Radio 69. Släpptes på Knockout Records.

## Låtlista
1. Backstabbing Liar
2. Values
3. Vulture
4. Going Down
5. New Year Misery
6. Denied
7. Singleminded Fools
8. Open Your Eyes
9. Take a Stand
10. Practice What You Preach
11. Still the Same
12. Where Did We Go Wrong
13. Remains
14. Your Choice
15. Someone's Gonna Die